# Arkia
Arkia Israel Airlines (ארקיע, Hebreo: Despegaré) es una aerolínea con base en Tel Aviv, Israel. Es la segunda línea aérea de Israel, opera vuelos de cabotaje e internacionales a Europa Occidental y al Mediterráneo, como así también vuelos chárter. Su base principal es el Aeropuerto Internacional de Ben Gurion cerca de Tel Aviv, y tiene un centro de conexión en el Aeropuerto Sde Dov en Tel Aviv.

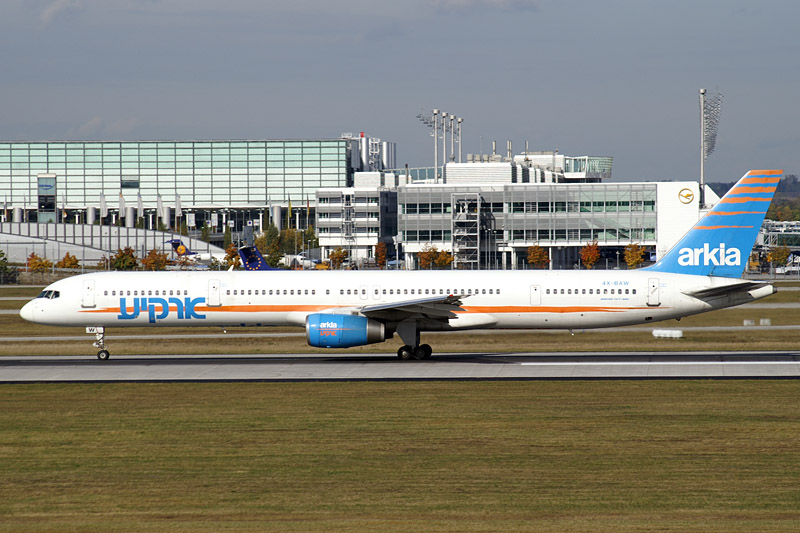

## Historia
En 1949 se funda la ciudad de Eilat, la ciudad más austral de Israel, seguidamente se establece Eilata Airlines para mantener una comunicación aérea directa con la zona central de Israel. La aerolínea fue propiedad de El Al y  Histadrut(federación laboral de Israel), iniciando sus operaciones en 1950. Posteriormente pasó a denominarse Aviron, y finalmente Arkia Israel Airlines. En su primer año de servicio, transportó 13.485 pasajeros en sus dos vuelos semanales, operados con una aeronave Curtis Commando.
Durante la década de 1950 la aerolínea continuó su crecimiento, renovando su flota a aeronaves de mayor tamaño (DC-3), y pasando a operar dos vuelos diarios. Esto les permitió alcanzar un tráfico superior a 70.000 pasajeros anuales. En la medida en que la ciudad de Eilat continuó creciendo durante la década de 1960, también lo hizo Arkia, introduciendo la aeronave jet Herald a su flota, y expandiendo su presencia con nuevas rutas a Jerusalén, Sharm el-Sheij, y Santa Caterina. Una subsidiaria, Kanaf Arkia Airline and Aviation Services fue fundada cuando Arkia Israel Airlines adquirió el 50% de las acciones de Kanaf Airlines and Aviation Services, y para fines de la década de 1960 comenzó a operar vuelos regulares a través de Israel, desde Rosh Pina en el norte hasta Ofira, en el sur de la península del Sinaí.
En marzo de 1980, Kanaf Arkia Airline and Aviation Services adquirió la totalidad de las acciones de Arkia Israel Airlines, fusionando ambas compañías. La aerolínea continuó creciendo rápidamente durante la década de 1980, incursionando en el mercado de vuelos chárter internacionales y en el mantenimiento de aeronaves. La aerolínea es propiedad de Kanaf-Arkia Airlines (75%) y sus empleados (25%). 
En febrero de 2007, el Ministerio de Turismo de Israel otorgó a Arkia Israel Airlines licencias para volar a Lárnaca (ruta que recientemente El Al había dejado de operar), en Chipre; y a Dublín, Irlanda.

## Incidentes y accidentes
El 28 de noviembre de 2002, aproximadamente 20 minutos antes de que estallara la bomba en el Paradise Hotel de Mombasa (Kenia), un Boeing 757 de Arkia fue atacado con dos misiles antiaéreos que no llegaron a impactar por poco, luego de despegar del Aeropuerto Internacional de Moi en Kenia. La aeronave pudo aterrizar sin problemas en Tel Aviv.

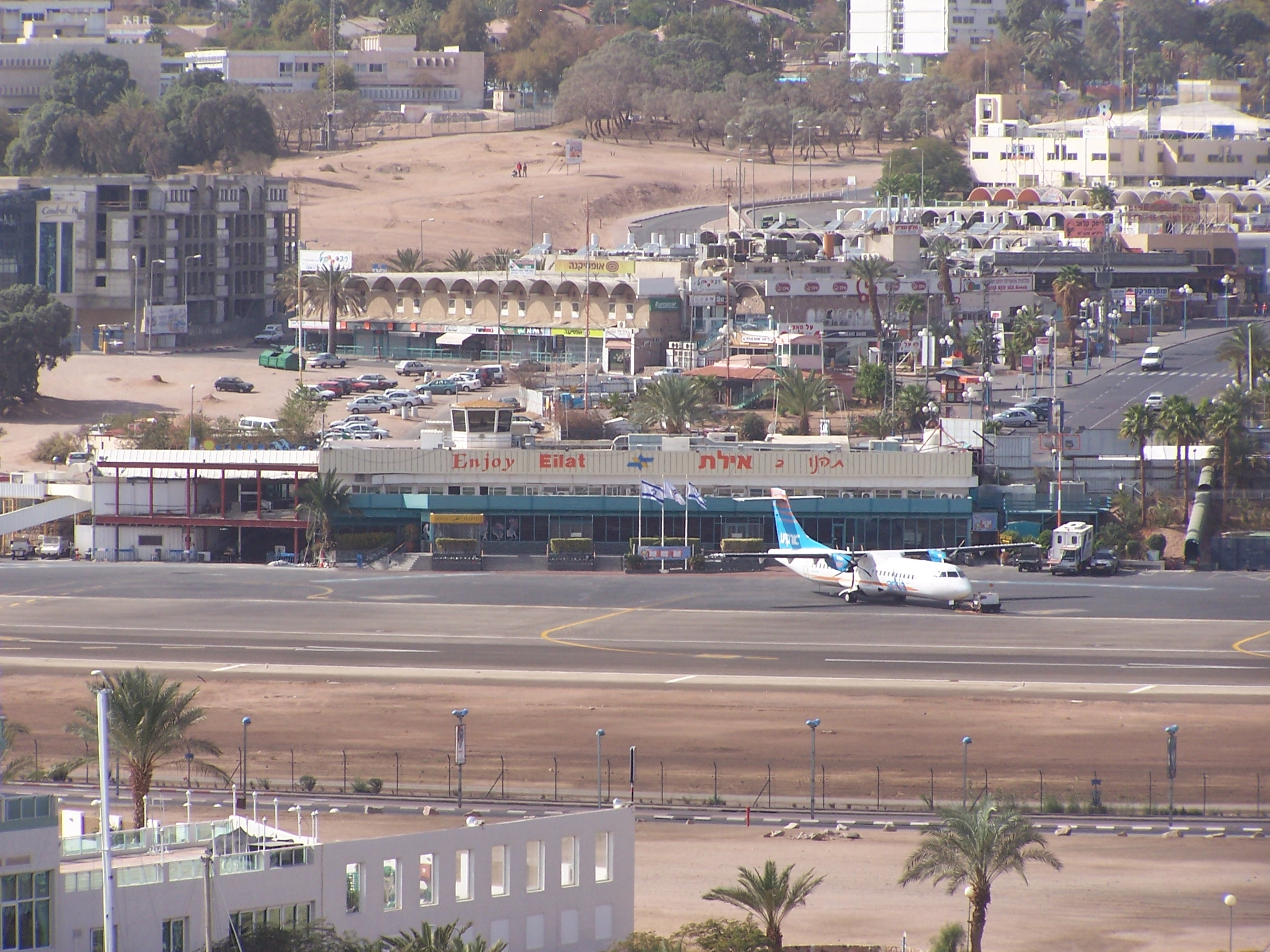
ATR de Arkia en el Aeropuerto de Eilat.

## Destinos
Arkia tiene 6 destinos en Asia y 7 en Europa; en total 13 destinos en Asia y Europa.

### Asia
- Armenia
  - Ereván - Aeropuerto Internacional de Zvartnots (Estacional)

- Israel
  - Eilat
    - Aeropuerto de Eilat
    - Aeropuerto Internacional de Ovda

  - Haifa
    - Aeropuerto de Haifa

  - Tel Aviv
    - Aeropuerto Sde Dov
    - Aeropuerto Internacional Ben Gurión

- Jordania
  - Amán - Aeropuerto Internacional Queen Alia

### Europa
- Alemania
  - Múnich - Aeropuerto Internacional de Múnich-Franz Josef Strauss

- Azerbaiyán
  - Bakú - Aeropuerto Internacional Heydar Aliyev (Estaciónal)

- Chipre
  - Lárnaca - Aeropuerto Internacional de Lárnaca

- Eslovenia
  - Liubliana - Aeropuerto de Liubliana (Estacional)

- España
  - Barcelona - Aeropuerto de Barcelona-El Prat
  - Lérida - Aeropuerto de Lérida-Alguaire

- Finlandia
  - Helsinki
    - Aeropuerto de Helsinki (Estacional)

- Francia
  - París - Aeropuerto de París-Charles de Gaulle

- Georgia
  - Batumi - Aeropuerto Internacional de Batumi (Estacional)
  - Tiflis - Aeropuerto Internacional de Tiflis (Estacional)

- Grecia
  - Heraclión - Aeropuerto Internacional Nikos Kazantzakis (Estacional)
  - Kos - Aeropuerto Internacional de Kos-Hipócrates (Estacional)
  - Miconos – Aeropuerto de Míconos (Estacional)
  - Rodas - Aeropuerto Internacional de Rodas-Diágoras (Estacional)

- Irlanda
  - Dublín - Aeropuerto de Dublín (Estacional)

- Italia
  - Roma - Aeropuerto de Roma-Fiumicino

- Noruega
  - Oslo - Aeropuerto de Oslo-Gardermoen (Estacional)

- Países Bajos
  - Ámsterdam - Aeropuerto de Ámsterdam-Schiphol

- Turquía
  - Estambul - Aeropuerto de Estambul

## Flota
La flota de Arkia, con una edad media de 5.5 años (julio de 2021)

## Flota Histórica
La aerolínea operó las siguientes aeronaves: